# Bundesautobahn 391
Bundesautobahn 391 (em português: Auto-estrada Federal 391) ou A 391, é uma auto-estrada na Alemanha.
A Bundesautobahn 391 tem 10 km de comprimento.

## Estados
Estados percorridos por esta auto-estrada:
- Baixa Saxônia